# Dariq Whitehead
Dariq Miller-Whitehead, född 1 augusti 2004 i Newark i New Jersey, är en amerikansk professionell basketspelare (SF) som spelar för Brooklyn Nets i National Basketball Association (NBA).
Han draftades av Brooklyn Nets i första rundan i 2023 års draft som 22:a spelare totalt.
Innan han blev proffs studerade Whitehead på Duke University och spelade för deras idrottsförening Duke Blue Devils.